# Наиф ибн Абдул-Азиз Аль Сауд
На́иф ибн Абду́л-Ази́з ибн Абдуррахма́н А́ль Сау́д (араб. نايف بن عبد العزيز بن عبد الرحمن آل سعود‎; 9 октября 1934, Эт-Таиф, Саудовская Аравия — 16 июня 2012, Женева, Швейцария) — наследный принц Саудовской Аравии с 27 октября 2011 по 16 июня 2012 года и представитель клана Ас-Судайри внутри династии Саудитов. 23-й сын короля Абдул-Азиза от его 8-й жены Хассы бинт Ахмеда ас-Судайри. Родной брат короля Фахда и покойного наследного принца Султана.

## Биография

### Ранняя биография
Родился в 1933 или в 1934 году в семье первого короля Абдул-Азиза и его жены Хассы. Получил начальное образование в школе принцев.
У него было 6 родных братьев и 4 сестры. Его братьями были: король Фахд (1921—2005), принц Султан (1930—2011), принц Абдуррахман (1931—2017), принц Турки (1934—2016), король Салман (род. 1935) и принц Ахмед (род. 1942), а сёстрами: принцесса Лулува (ум. 2008), принцесса Латифа (ум. 2024), принцесса Аль-Джаухара (ум. 2019) и принцесса Джавахир (ум. 2015).

### Политическая карьера
В 1952 году король Абдул-Азиз назначил его заместителем губернатора провинции Эр-Рияд. В 1953 году, после смерти своего отца, получил должность губернатора провинции Эр-Рияд. При короле Фейсале (1964—1975 годы) он становился заместителем министра внутренних дел, затем «государственным министром по внутренним делам», а в 1975 году получил пост министра внутренних дел, который занимал последующие 34 года.
В 1990-х и 2000-е годах активно и небезуспешно боролся с террористическим подпольем «Аль-Каиды» («заблудшей сектой») на территории Саудовской Аравии, за что в глазах общественности заслужил имидж «победителя терроризма». В качестве министра внутренних дел Наиф возглавлял Саудовский комитет поддержки интифады Аль-Аксы и контролировал практически все саудовские благотворительные фонды по всему миру. Его общий вклад в дела благотворительности оценивают в 33 млн. долларов США. Также возглавлял Высший совет по вопросам информации, осуществляющий цензуру публикаций всех саудовских средств массовой информации, а также контроль над доступом к Интернету. Кроме того, возглавлял Высший комитет по делам хаджа, контролирующий паломничество мусульман всего мира в Мекку и Медину. В 27 марта 2009 года королевским указом был назначен на пост второго заместителя председателя Совета министров Саудовской Аравии, на который традиционно назначается будущий наследник престола.
В 27 октября 2011 года был объявлен наследником саудовского королевского престола. Последние годы проводил регулярные заседания Совета министров в связи с тяжелой болезнью короля Абдаллы и предыдущего наследника престола принца Султана.

### Политические установки
Считался ярым консерватором и антисемитом. Его обвиняли в препятствовании социально-политическим реформам, которые пытается проводить король Абдалла. В частности, выступал против предоставления женщинам права управлять автомобилем и участвовать в выборах, против введения принципа выборов членов Консультативного совета Королевства, против свободы саудовской прессы. Ему же вменяют в вину безграничность действий саудовской религиозной полиции нравов.
Являлся убеждённым сторонником стратегического союза с США (и, как следствие, лоббистом интересов американских компаний), противником Ирана и шиитского движения в Королевстве. Западные эксперты и правозащитники именно на него возлагают ответственность за жестокий разгон выступлений шиитов в Восточной провинции Королевства весной 2011 года. Именно он пролоббировал решение о посылке саудовских войск для подавления шиитских выступлений в Бахрейне.

### Дети
Старший сын — принц Сауд (род. 1956) — бизнесмен, посол Саудовской Аравии в Испании (2003—2011), губернатор Восточной провинции с 2013 года.
Его второй сын, принц Мухаммед (род. 1959) был назначен заместителем наследника престола в 2015 году. В то время он был министром внутренних дел. Это назначение сделало его вторым в линии престолонаследования Саудовской Аравии после его дяди наследного принца Мукрина ибн Абдул-Азиза. В апреле 2015 года он был назначен наследным принцем страны. Эту должность, как и министра внутренних дел, он занимал до 2017 года.
Ещё один сын, принц Навваф (род. 1988) — бизнесмен.

### Смерть
Умер 16 июня 2012 года в Женеве. Причина смерти официально не называется, но некоторые источники утверждают, что он страдал лейкемией, сахарным диабетом и остеопорозом. Похоронен в Мекке на кладбище «Аль-Адль».